# Valencia Basket Club 2011-2012
Questa voce raccoglie le informazioni riguardanti il Valencia Basket Club nelle competizioni ufficiali della stagione 2011-2012.

## Stagione
La stagione 2011-2012 del Valencia Basket Club è la 23ª nel massimo campionato spagnolo di pallacanestro, la Liga ACB.
Ad aprile Nik Caner-Medley prende il passaporto azero, diventando così comunitario per la Liga ACB.

## Roster
Aggiornato al 14 luglio 2018.
| Valencia 2011-12 | Valencia 2011-12 |
| Giocatori        | Staff tecnico    |
| ---------------- | ---------------- |

| N. | Naz.                                              | Ruolo | Nome                | Anno | Alt.   | Peso   |  |
| -- | ------------------------------------------------- | ----- | ------------------- | ---- | ------ | ------ |  |
| 00 | Spagna (bandiera)                                 | P     | Rodrigo San Miguel  | 1985 | 186 cm | 88 kg  |  |
| 4  | Serbia (bandiera)                                 | P     | Stefan Marković     | 1988 | 198 cm | 98 kg  |  |
| 6  | Australia (bandiera) · Irlanda (bandiera)         | C     | A.J. Ogilvy         | 1988 | 211 cm | 113 kg |  |
| 7  | Brasile (bandiera) · Spagna (bandiera)            | C     | Tiago Splitter      | 1985 | 212 cm | 111 kg |  |
| 8  | Australia (bandiera)                              | AP    | Brad Newley         | 1985 | 200 cm | 93 kg  |  |
| 9  | Spagna (bandiera)                                 | AG    | Víctor Claver       | 1988 | 208 cm | 107 kg |  |
| 12 | Ucraina (bandiera)                                | AC    | Serhij Liščuk       | 1982 | 210 cm | 110 kg |  |
| 13 | Brasile (bandiera) · Spagna (bandiera)            | C     | Vitor Faverani      | 1988 | 210 cm | 113 kg |  |
| 16 | Spagna (bandiera)                                 | PG    | Alberto Pérez       | 1994 | 186 cm |        |  |
| 17 | Spagna (bandiera)                                 | G     | Rafael Martínez (C) | 1982 | 190 cm | 90 kg  |  |
| 18 | Montenegro (bandiera)                             | AG    | Žarko Rakočević     | 1984 | 204 cm | 90 kg  |  |
| 20 | Francia (bandiera)                                | AG    | Florent Piétrus     | 1981 | 202 cm | 107 kg |  |
| 22 | Francia (bandiera)                                | PG    | Nando de Colo       | 1987 | 196 cm | 91 kg  |  |
| 30 | Lettonia (bandiera)                               | AP    | Rihards Kuksiks     | 1988 | 196 cm | 95 kg  |  |
| 32 | Guinea Equatoriale (bandiera) · Spagna (bandiera) | AP    | Larry Abia          | 1993 | 195 cm | 90 kg  |  |
| 33 | Stati Uniti (bandiera) · Azerbaigian (bandiera)   | AG    | Nik Caner-Medley    | 1983 | 203 cm | 106 kg |  |
| 55 | Stati Uniti (bandiera)                            | G     | Taquan Dean         | 1983 | 193 cm | 90 kg  |  |
| -  | Spagna (bandiera)                                 | AC    | Guillem Pla         | 1991 | 200 cm |        |  |
| -  | Spagna (bandiera)                                 | AG    | Juan Luis Navarro   | 1991 | 195 cm |        |  |
| -  | Spagna (bandiera)                                 | C     | Sergio Olmos        | 1986 | 208 cm |        |  |
| -  | Spagna (bandiera)                                 | A     | Antonio Tirado      | 1992 | 198 cm |        |  |

| Allenatore |
| - Paco Olmos (fino al 22 gennaio) - Chechu Mulero (dal 22 gennaio fino al 30 gennaio) - Velimir Perasović (dal 30 gennaio) |
| Assistente/i |
| - Chechu Mulero (fino al 22 gennaio e dal 30 gennaio) - Ibon Navarro Legenda - (C) Capitano - (IN) Inattivo - Infortunato  |

## Mercato

### Sessione estiva
| Acquisti | Acquisti           | Acquisti       | Acquisti   | Acquisti |
| R.a      | Nome               | da             | Modalità   |          |
| -------- | ------------------ | -------------- | ---------- | -------- |
| P        | Rodrigo San Miguel | Manresa        | definitivo |          |
| P        | Stefan Marković    | Pall. Treviso  | definitivo |          |
| C        | A.J. Ogilvy        | Beşiktaş       | definitivo |          |
| AP       | Rihards Kuksiks    | ASU Sun Devils | definitivo |          |
| C        | Vitor Faverani     | Murcia         | definitivo |          |
| AG       | Nik Caner-Medley   | Estudiantes    | definitivo |          |
| C        | Sergios Olmos      | Tarragona      | definitivo |          |

| Cessioni | Cessioni          | Cessioni        | Cessioni       | Cessioni |
| R.       | Nome              | a               | Modalità       |          |
| -------- | ----------------- | --------------- | -------------- | -------- |
| P        | Omar Cook         | Olimpia Milano  | rescissione    |          |
| AG       | James Augustine   | Murcia          | fine contratto |          |
| P        | José Simeón       | Lleida          | fine contratto |          |
| AP       | Jeremy Richardson | Armia Tbilisi   | fine contratto |          |
| AP       | Marc Fernández    | S. Josep Girona | fine contratto |          |
| AG       | Duško Savanović   | Anadolu Efes    | fine contratto |          |
| G        | David Navarro     | Minorca         | fine contratto |          |
| C        | Robertas Javtokas | Žalgiris Kaunas | rescissione    |          |
| AG       | Darryl Middleton  | S. Josep Girona | fine contratto |          |

### Dopo l'inizio della stagione
| Acquisti | Acquisti        | Acquisti          | Acquisti         | Acquisti   |
| R.       | Nome            | da                | Data             | Modalità   |
| -------- | --------------- | ----------------- | ---------------- | ---------- |
| C        | Tiago Splitter  | San Antonio Spurs | 18 novembre 2011 | definitivo |
| AG       | Žarko Rakočević | BC Vienna         | 12 dicembre 2011 | definitivo |
| AP       | Brad Newley     | Lietuvos rytas    | gennaio 2012     | definitivo |
| G        | Taquan Dean     | Scandone Avellino | 10 maggio 2012   | definitivo |

| Cessioni | Cessioni        | Cessioni          | Cessioni         | Cessioni       |
| R.       | Nome            | a                 | Data             | Modalità       |
| -------- | --------------- | ----------------- | ---------------- | -------------- |
| C        | Sergios Olmos   | Free agent        | 19 novembre 2011 | fine contratto |
| C        | Tiago Splitter  | San Antonio Spurs | 4 dicembre 2011  | fine contratto |
| AG       | Žarko Rakočević | Lugano Tigers     | 13 gennaio 2012  | definitivo     |